# 50 a.C.
Il 50 a.C. (L a.C. in numeri romani) è un anno  del I secolo a.C.

## Eventi
- Gaio Giulio Cesare viene invitato dal senato a sciogliere il suo esercito.
- Gaio Sallustio Crispo viene espulso dal senato romano per indegnità morale.
- Alla morte di Aristobulo II, i suoi figli e figlie trovano riparo presso Tolomeo di Calcide.
- Carestia in Egitto, dovuta a una secca del Nilo.

## Morti
- Quinto Ortensio Ortalo, oratore e avvocato romano (n. 114 a.C.)
- Posidonio, filosofo, geografo e storico greco antico